# 디지털 수집형 카드 게임
디지털 수집형 카드 게임(digital collectible card game, DCCG)이나 온라인 수집형 카드 게임(online collectible card game, OCCG)은 보통 온라인에서 행해지는 컴퓨터나 비디오 게임으로, 트레이딩 카드 게임(CCG)을 모방하거나, 많은 경우 카드와 같은 이미지를 전혀 사용하지 않고 대신 아이콘, 아바타 또는 기타 기호를 사용하여 게임을 나타낸다. 원래 DCCG는 CCG의 짝과 같은 개념으로 시작했지만, 많은 DCGC들이 하스스톤과 같이, 과거의 물리적인 CCG버전을 지나, 따로 비디오 게임을 출시하였다.

## 게임 플레이
이 게임들은 플레이어 아바타의 체력을 표기하고, 대미지를 입은 생물을 보드에서 제거하고, 필요할 때에 패를 섞는 등 CCG의 모든 규칙을 관리한다. 게임은 플레이어의 라이브러리, 게임 내 재화 또는 실제 돈을 통해 부스터 팩 및 추가 카드를 구입하는 것을 유지하기 위해 서버에서 관리된다. Chaotic, Bella Sara, 그리고 메이플스토리와 같은 일부 게임들은 온라인 버전에서 카드를 받거나 다른 기능에 접근하기 위해 온라인 플레이어들이 각각의 물리적 카드에서 발견되는 고유한 영숫자 코드를 입력할 수 있게 한다. 포켓몬 카드 게임과 매직 더 개더링 같이, 주로 기존의 물리적인 속성을 기반으로 한 싱글 플레이어 게임도 만들어졌다.

## 역사

### 1980년대 - 90년대
DCCGs 이전에 비디오 게임은 카드 기반 역학(드래곤 볼: 다이마오 후쿠카쓰(1988년)과 수집 기반 역학((메가미 텐세이(1987년), 드래곤 퀘스트 V(1992년), 포켓몬스터(1996년)) 둘 다 사용하였다.. 슈퍼 패미컴 카드 배틀/롤레잉 게임 드래곤볼 Z: 슈퍼 사이야 덴세츠(1992)는 드래곤볼 카드다스 시리즈를 바탕으로 플레이어에게 카드 전투에서 사용할 수 있도록 게임 내에서 카드를 수집, 구입, 판매할 수 있게 해 DCCG의 선구자로 꼽힌다.
실제 테이블 기반의 CCG 게임인'위저드 오브 더 코스트'사의 '매직 더 개더링'은 출시된 1993년에 전통적인 게임 시장에서 하나의 현상이 되었다. 그 결과 CCG 열풍은 1994년에 계속되었다. 이것은 또한 인터넷의 광범위한 가용성이 시작된 것과 거의 같은 시간이었다. DCCG는 CCG 플레이어가 직접 대면하기보다는 온라인에서 서로 도전할 수 있는 능력, 플레이어가 홀로 CCG를 플레이할 수 있도록 컴퓨터화 상대를 제공하는 능력에서 진화했다.

최초의 DCCG 게임은 결국 1990년대 후반에 등장했다. DCCG 게임의 초기 예로는 매직 더 개더링(1997), Chron X (1997), 포켓몬 트레이딩 카드 게임 (1998), 유희왕 Duel Monsters (1998), 그리고 Santum (1998)이 있다.매직 더 개더링과 포켓몬 트레이딩 카드 게임은 그들의 물리적인 게임의 대응물에 기반한다. 유희왕 Duel Monsters은 만화 유희왕의 가상 CCG에 기반한다. Chron X와Santum는 물리적인 CCG 대응물이 아닌 원조 DCCG게임이다.
어떤 물리적 제품에도 기반하지 않고 오로지 컴퓨터 게임을 위해 개발된 CCG가 있다. 최초의 온라인 CCG는 Chron X와Santum로 둘 다 1997년에 개발되었다. Santum은 2010년에 오프라인으로 전환되었지만, 그 이후 팬의 개입으로 복귀했다.] Chron X는 여전히 존재하며, 많은 기간이 흘렀음에도 아직도 새로운 확장판을 출시하고 있다. Chron X는 Genetic Anomalies, Inc에 의해 개발되었고, 후에 허가된 콘텐츠를 기반으로 다른 DCCG와 같은 게임을 개발했다.

### 2000년대
DCCG 게임은 온라인 카드 배틀 게임이 부분 유료화 게임, 웹 게임과 모바일 게임들이 일반적인 장르인 일본에서 처음으로 큰 성공을 거두었다.
드래곤 퀘스트 5와 포켓몬, 유희왕과 같은 몬스터 수집 JRPG 게임들이 각각 포켓몬 트레이딩 카드, 유희왕 트레이딩으로 성공적으로 물리적 CCG카드게임으로 이식되었다. 그리고 이는 많은 일본 개발자들로 하여금 DCCG게임을 제작하게끔 영감을 주었다.
일본에서는 2000년대 초 물리 카드세트로 아케이드 게임기에서 플레이하는 CCG가 유행하면서 아케이드 수익에 활력을 불어넣었고 이후 많은 게임센터에서 주축을 이루고 있다. 이런 유형의 아케이드 게임은 세가, 스퀘어 에닉스, 타이토 (기업) 등의 회사가 개발해 왔으며, 실시간 전략이나 스포츠 관리 장르 중 가장 보편적으로 사용되며, 액션 RPG로 어느 정도 전환되기도 한다. 플레이어는 대부분의 게임에서 스타터 덱을 별도로 구매할 수 있으며, 각 게임 세션이 끝나면, 기계는 일반적으로 플레이어가 덱을 확장할 수 있도록 더 많은 카드를 제공할 것이다. 예로는 World Club Champion Football (2002), 숲 속의 전설 무시킹(2003),  Oshare Majo: Love and Berry (2004), 공룡킹 어드벤처(2005),  Sangokushi Taisen(2005), 드래곤 퀘스트: 몬스터 배틀 로드(2007년), 로드 오브 버밀리온(2008년) 등이 있다.
이와 관련해, 많은 비디오 게임들은 더 큰 게임 플레이 메커니즘의 일부로 CCG형 메카니즘을 채택했다. 그러한 게임에서 플레이어는 게임에서 보상으로써 카드를 얻으며, 종종 비슷한 희귀한 배포 시스템을 따르고, 게임 역학의 다른 영역에 영향을 미치는 어떤 종류의 덱을 사용할지 설정할 수 있다. 이 하이브리드 게임의 초기 예로는 판타지 스타 온라인 에피소드 III: C.A.R.D. 레볼루션(2003), 바텐 카이토스(2003), 메탈 기어(2004) 등이 있다. 킹덤 하트: 기억의 사슬(2004)은 전투 기술자가 전투 라운드 밖에서 만들어진 카드덱에서 끌어낸 공격을 바탕으로 한 롤플레잉 게임였다.
싸이게임즈의 분노의 성공으로 DCCG 게임이 모바일 게임에서 인기 있는 장르로 자리 잡으면서 모바일용 DCCG 게임이 다수 개발되고 있다. 이 게임은 또한 2012년 가장 많은 돈을 버는 모바일 게임 중 하나가 되어 서구 세계에서 큰 성공을 거둔 최초의 DCCG 게임이었다. 상당한 인구를 가진 DCCG 게임에는 아이돌마스터 신데렐라 걸스, 함대 컬렉션, 밀리언 아서 등이 있다. 2012년 말, 아이돌마스터 신데렐라 걸스는 매달 10억 엔 이상의 수익을 올리고 있었고, 함대 컬렉션은 일본 전역에서 100만 명 이상의 플레이어로 성장했다.

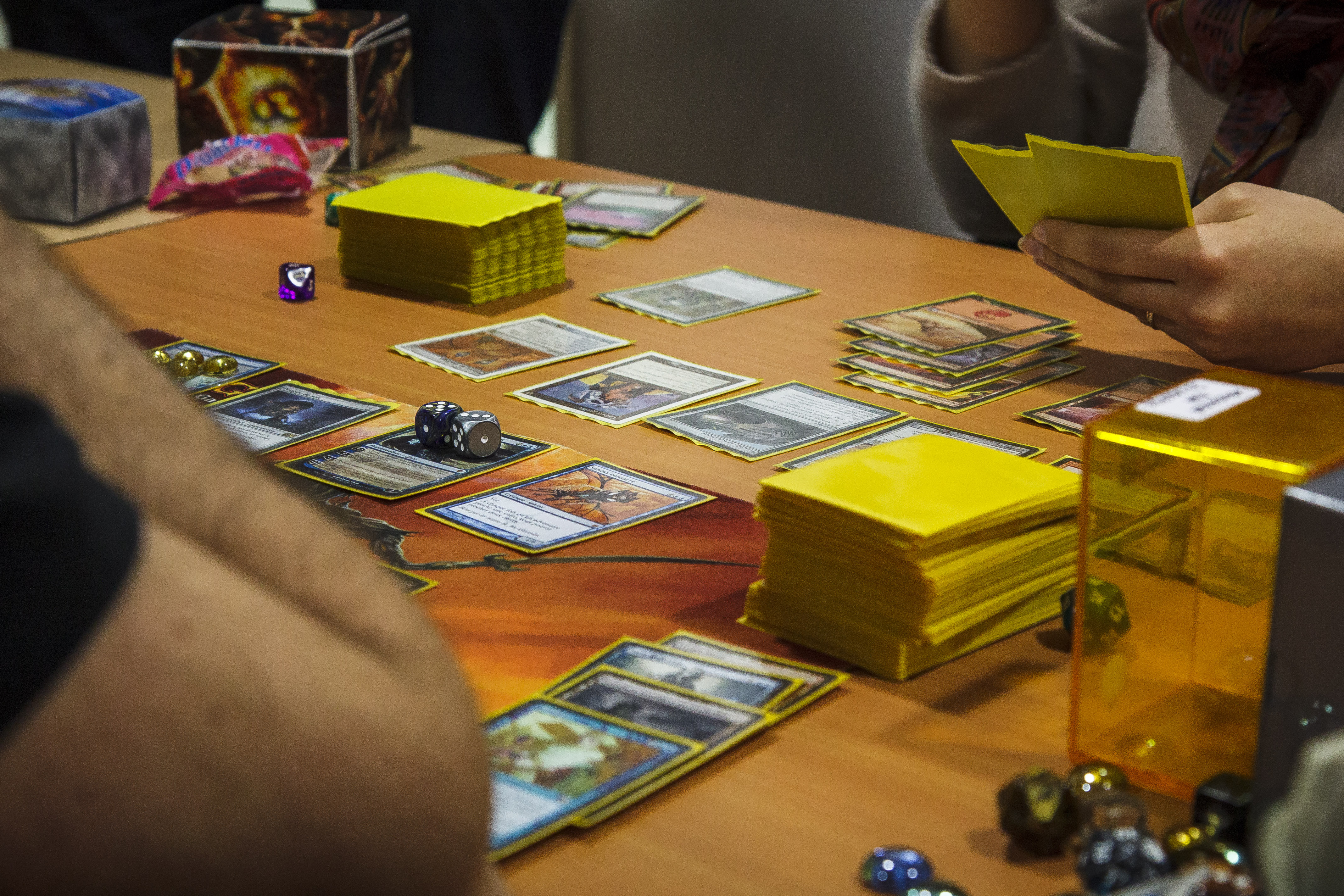
매직 더 개더링의 CCG 대결

### 2014: 하스스톤 vs. MTG Arena
블리자드 엔터테인먼트는 2014년에 워크래프트 CCG에 기반한 하스스톤을 출시했다. 하스스톤의 특징은 각자의 디지털 카드 컬렉션에서 만든 개인 덱을 이용해 플레이어간 1:1 대결을 하는 것이다. 이 게임은 당신이 게임을 하는 동안 상대 선수의 반응을 없애고 다양한 기기에서 게임을 할 수 있도록 하기 위해 고안되었다. 2015년까지 하스스톤은 월 2000만 달러의 매출을 올렸으며 2016년 4월까지 5,000만 명 이상의 고유 플레이어를 보유했다.허스스톤의 성공은 그 후 몇 년 동안 비슷한 디지털 전용 CCG로 이어졌다. 위저드 오브 더 코스트는 2017년 초에 매직 더 개더링을 하스스톤과 비슷한 디지털 형식으로 비슷한 포맷으로 이식할 것이라 계획했다.
그 외에도 카드 게임 크리에이터와 자원봉사 스태프들이 완전히 무료로 운영하는 소규모 온라인 CCG가 여럿 있다. 가장 기본적인 게임들은 회원들이 수집하고 거래할 수 있도록 만들어진 많은 덱들을 포함한다. 이러한 카드는 CCG의 게임과 경연대회를 통해 획득되며, 덱에서 모든 카드를 수집하거나 일정 수의 트레이드를 완료하여 획득한 추가 경품 카드가 있다. 회원들은 일반적으로 카드모음을 보관하는 서로의 웹사이트를 방문하며, 포럼이나 이메일을 통해 서로 거래를 제안한다.
물리적으로 재현할 수 없는 경험을 개선하기 위해 디지털 CCG에 새로운 요소를 추가하는 경우도 있다. 온라인 카드 게임인 생텀과 스타 체임버에는 게임 보드, 애니메이션 및 일부 카드의 사운드 효과 등이 포함된다. 반면에 NOK는 말하는 피규어와 액션 아케이드 게임 플레이를 제공한다. 또 다른 사례로, 플레이스테이션 3 게임과 결합한 CCG인 The Eye of Judgment는 사이버코드 매트릭스 기술로 혁신을 가져왔다. 매장에서 구매한 실물카드를 플레이스테이션아이(PlayStation Eye)로 스캔해 3D 생물과 애니메이션, 철자 애니메이션 등을 표현으로 게임에 반입할 수 있도록 했다. 허스스톤은 플레이어가 현재 게임이 지원하는 전체 카드 라이브러리에서 무작위 카드를 뽑을 수 있는 카드와 같이 물리적 환경에서는 재현하기 어렵거나 불가능한 역학을 사용한다.[ 밸브스 아티팩트는 멀티플레이어 온라인 배틀 아레나 게임 도타 2를 기반으로 하고 있어, 일반적인 보드 대신 3개의 보드("레인"이라 한다)가 탑재되어 있다.

## 영향
모바일 게임과 스트리밍 시청률이 성장하면서 디지털 카드 게임은 비디오 게임 시장에서 상당한 비중을 차지하고 있다. 슈퍼데이터는 디지털 카드 게임이 2018년에 15억 달러 이상을 가져오고, 그 중 4분의 1이 허스스톤에서 나올 것이며, 2020년에는 20억 달러로 성장할 가능성이 있다고 추정했다.

## 같이 보기
- 매직 더 개더링
- 하스스톤
- 트레이딩 카드 게임